# Автомагистрала А1 (Черна гора)
Автомагистрала А1 на Черна гора (на сръбски: Ауто-пут Бар — Бољаре или Auto-put Bar — Boljare) е най-големият международен инвестиционен проект за свързване на Черна гора и Сърбия, който предвижда изграждане на автомагистрала от Белград до Бар на Адриатика. Проектът представлява паралелно автомобилно магистрално трасе на съществуващата железопътна линия Белград – Бар.
Строителството на автомагистралата започва на 11 май 2015 г. Изграждането ѝ е разделено на три лота. На 13 юли 2022 г. е отворена за придвижване най-трудната за изграждане отсечка между Смоковац и Матешево. Строителството на участъка е финансирано със заем от 944 милиона щатски долара на Exim Bank of China, което увеличава дълга на Черна гора над 90% от БВП. След три провалени търга за инвеститор най-скъпият и сложен за изграждане автомагистрален участък в Европа е финансиран от китайска банка и изграден от китайската China Road & Bridge Corporation с местни подизпълнители. Автомагистралният участък има дължина 41 км с 20 двойни моста, които са 15 процента от дължината му, и още 16 двойни тунела.